# Argentina (Santiago del Estero)
Argentina es una pequeña localidad del sudeste de la provincia de Santiago del Estero en el departamento Aguirre, a 28 km al sudeste de Malbrán y a unos 300 km de la capital provincial, comunicada por la RN 34. 
La localidad surgió como estación del ferrocarril de Rosario a La Banda.

## Población
Cuenta con 64 habitantes (Indec, 2010), lo que representa un incremento del 30,6% frente a los 49 habitantes (Indec, 2001) del censo anterior.
| Gráfica de evolución demográfica de Argentina entre 1991 y 2010 |
|                                                                 |
| Fuente: Censos nacionales del INDEC                             |

## Accidente ambiental
Es conocida fundamentalmente en círculos ambientalistas, por el desgraciado suceso del 18 de junio de 1990, cuando en la estación ferroviaria fue descargado un cargamento de 30 t de Gamexane fabricado por la empresa de capitales británicos ICI (ex Duperial), sin autorización, mediante engaño y aprovechando la soledad y desamparo de los pobladores, lo que provocó una gran contaminación en el suelo, agua y aire del lugar. 
 Archivado el 4 de julio de 2006 en Wayback Machine..
A pesar de encontrarse el hecho bajo investigación judicial, permaneció sin pronunciamiento definitivo ni se hicieron cesar los efectos del delito durante trece años. 

La solución la trajo un convenio firmado el 12 de julio de 2003, entre la Secretaría de Ambiente y Desarrollo Sustentable de la Nación y la Cámara de la Industria Química y Petroquímica, por la cual ésta se hizo cargo de la remoción, traslado y disposición final del material tóxico, mediante la contratación de una empresa neozelandesa, sin cargo para el Estado. , tarea que se concretó en octubre de ese año.